# Die Draufgänger (Comic)
Die Draufgänger (Originaltitel: Les Casseurs) war eine 1975 gestartete frankobelgische Action-Krimi-Comicserie von André-Paul Duchâteau (Szenario) und Christian Denayer (Zeichnungen).

## Inhalt
Petrus „Brock“ Brockowsky ist ein altgedienter Ermittler der Polizei von San Francisco. Bei einem Einsatz gegen die berüchtigte „Phantom-Bande“ werden Brock und sein Partner Jerry Carson von einem LKW der Bande abgedrängt und schwer verletzt. Carson muss daraufhin aus dem Polizeidienst ausscheiden. Brock nimmt den Fall wieder auf, ihm wird als neuer Partner der junge Polizist Alcibiade „Al“ Russel zugewiesen. Die beiden können sich anfangs nicht ausstehen: Al hält Brock für unbeherrscht und viel zu risikofreudig, Brock sieht Al als überheblichen Schnösel aus gutem Hause. Doch sie müssen sich irgendwie zusammenraufen. Tatsächlich bringen sie den offenen Fall zum Abschluss, richten dabei aber derart hohe Sachschäden an, dass sie bereits nach ihrem ersten gemeinsamen Einsatz aus dem Polizeidienst entfernt werden.

## Hintergrund
Duchâteau und Denayer hatten bereits zuvor an den Serien Yalek und Alain Chevallier, beide für die Zeitung Le Soir, zusammengearbeitet. Denayer war seit seiner Jugend ein leidenschaftlicher Zeichner von Fahrzeugen. Während einer Geschäftsreise im Jahr 1973 sprachen beide über zukünftige Projekte. Denayer wollte in seiner nächsten Serie zur Abwechslung mal die Zerstörung von Fahrzeugen illustrieren, und Duchâteau nach dem erfolgreichen, aber trockenen Rick Master mehr Humor. So entwickelten sie die Figuren Brock und Al, in Teilen inspiriert sowohl vom Steve-McQueen-Film Bullitt, aber auch der Agentenparodie Get Smart. Das ausgearbeitete Exposé überzeugte den frischgebackenen Tintin-Chefredakteur Henri Desclez, und am 28. Januar 1975 erschienen die ersten Seiten in dessen Magazin.

## Veröffentlichung
Die Geschichten erschienen zunächst als Fortsetzungen von 1975 bis 1988 im Magazin Tintin.
Beim Verlag Le Lombard wurden diese zwischen 1977 und 1994 in 21 Alben und in den Jahren 2009/2010 in Form einer siebenbändigen Gesamtausgabe neu aufgelegt.
In Deutschland erschienen in den Jahren 1990 und 1991 lediglich vier Alben im Carlsen-Verlag. Die deutsche Übersetzung der französischen Gesamtausgabe brachte von 2017 bis 2020 der Verlag Kult Comics. Diese enthält neben den albenlangen Geschichten auch einige Kurzgeschichten.

## Alben
| Nummer | Originaltitel                     | Kult Comics                              | Carlsen                      |
| ------ | --------------------------------- | ---------------------------------------- | ---------------------------- |
| 1      | Haute Tension                     | Jagd auf ein Phantom                     | Jagd auf ein Phantom         |
| 2      | Sabotage à Fort Tempest           | Der Krieg der lebenden Toten             | Der Krieg der lebenden Toten |
| 3      | Opération Mammouth                | Triple X                                 | Highway-Piraten              |
| 4      | Les Casseurs contre… Les Casseurs | Die Draufgänger gegen... die Draufgänger | Zwei gehen aufs Ganze        |
| 5      | La Corrida infernale              | Höllische Jagd                           |                              |
| 6      | Hauts et Bas à San Francisco      | Auf und ab in San Francisco              |                              |
| 7      | La Fosse aux alligators           | Die Alligator-Grube                      |                              |
| 8      | Florida Connection                | Die Florida-Connection                   |                              |
| 9      | Train d'enfer                     | Zug in die Hölle                         |                              |
| 10     | Big Mama                          | Big Mama                                 |                              |
| 11     | Big Mama II                       | Big Mama 2                               |                              |
| 12     | Un super flic                     | Ein Superbulle                           |                              |
| 13     | Rapt en flash-back                | Entführung in Rückblende                 |                              |
| 14     | Le Convoi maudit                  | Der verdammte Konvoi                     |                              |
| 15     | Match poursuite                   | Verfolgungsmatch                         |                              |
| 16     | L'Heure du requin                 | Die Stunde des Hais                      |                              |
| 17     | Brigade de choc                   | Die Stoßbrigade                          |                              |
| 18     | Dérapage à l'Est                  | Gefahr im Osten                          |                              |
| 19     | Le Trou dans la tête              | Das Loch im Kopf                         |                              |
| 20     | Chassé croisé                     | Wechselspiel                             |                              |
| 21     | La Secte d'Hollywood              | Die Sekte von Hollywood                  |                              |